# Leslie Wilson
Leslie "Les" Wilson (3 de janeiro de 1926 — 20 de janeiro de 2006) foi um ciclista britânico que correu profissionalmente durante a década de 50 do século XX. Em Helsinque 1952 ele defendeu as cores do Reino Unido na prova tandem.